# Gesturi
Gesturi (sardinski: Gèsturi) je grad i općina (comune) u pokrajini Južnoj Sardiniji u regiji Sardiniji, Italija. Nalazi se na nadmorskoj visini od 315 metara i ima 1 252 stanovnika.
 Prostire se na 46,83 km². Gustoća naseljenosti je 27 st/km².
Susjedne općine su: Barumini, Genoni, Gergei, Isili, Nuragus, Setzu i Tuili.